# Puerto Seguro
Puerto Seguro település Spanyolországban, Salamanca tartományban. Puerto Seguro Ahigal de los Aceiteros, San Felices de los Gallegos, Villar de Ciervo, La Bouza és Figueira de Castelo Rodrigo községekkel határos. Lakosainak száma 55 fő (2024).

## Népesség
A település népessége az elmúlt években az alábbi módon változott:
| Lakosok száma | 105  | 99   | 91   | 86   | 75   | 68   | 62   | 57   | 61   | 55   |
|               | 2001 | 2004 | 2007 | 2009 | 2012 | 2014 | 2017 | 2019 | 2022 | 2024 |